# Vila Cã
Vila Cã é uma povoação portuguesa sede da Freguesia de Vila Cã do Município de Pombal, freguesia com 30,35 km² de área e 1401 habitantes (censo de 2021), tendo, por isso, uma densidade populacional de 46,2 hab./km².

## Demografia
A população registada nos censos foi:
| Ano  | 0-14 Anos | 15-24 Anos | 25-64 Anos | > 65 Anos |
| 2001 | 210       | 185        | 816        | 514       |
| 2011 | 209       | 139        | 735        | 576       |
| 2021 | 129       | 145        | 584        | 543       |